# Harold Q. Masur
Pour les articles homonymes, voir Masur.
Harold Q. Masur, né le 29 janvier 1909 à New York et mort le 16 septembre 2005 à Boca Raton en Floride, est un avocat et écrivain américain, auteur de romans policiers.

## Biographie
En 1934, il obtient son diplôme en droit de l’université de New York et exerce la profession d’avocat entre 1935 et 1942. À partir de 1943, il rejoint l'US Air Force et participe à des combats de la Seconde Guerre mondiale.
Auparavant, tout à la fin des années 1930, il amorce une carrière d'écrivain et publie des nouvelles dans les pulps comme Argosy, Popular Detective et Detective Story Magazine.
En 1947, il signe son premier roman Les Pieds devant (Bury Me Deep), tiré d'une nouvelle éponyme, où apparaît pour la première fois le personnage de Scott Jordan, à la fois avocat et détective, qui revient dans une douzaine de romans et une vingtaine de nouvelles.
En 1951, il sert de nègre littéraire à Helen Traubel pour son livre The Metropolitan Murders.
En 1973 et 1974, il est président des Mystery Writers of America.

## Œuvre

### Romans

#### SérieScott Jordan
- Bury Me Deep (1947) Publié en français sous le titre Les Pieds devant, Paris, Gallimard, coll. « Série noire » no 47, 1949
- Suddenly a Corpse (1949) Publié en français sous le titre Sérénade à bout portant, Paris, Gallimard, coll. « Série noire » no 117, 1951
- You Can't Live Forever (1950) Publié en français sous le titre La Monnaie de ta pièce, Paris, Gallimard, coll. « Série noire » no 123, 1952
- So Rich, So Lovely and So Dead (1952) Publié en français sous le titre Vamp aux enchères, Paris, Gallimard, coll. « Série noire » no 180, 1953
- The Big Money (1954) Publié en français sous le titre La Fraîche, Paris, Gallimard, coll. « Série noire » no 291, 1956
- Tall, Dark and Deadly (1956) Publié en français sous le titre La Loi du zim-bang, Paris, Gallimard, coll. « Série noire » no 393, 1957
- The Last Gamble (1958), aussi paru sous les titres The Last Breath et Murder on Broadway Publié en français sous le titre De mort à trépas, Paris, Gallimard, coll. « Série noire » no 451, 1958
- Send Another Hearse (1960) Publié en français sous le titre Du corps et du coffre, Paris, Gallimard, coll. « Série noire » no 611, 1960
- Make a Killing (1964)
- The Legacy Lenders (1967)
- The Attorney (1973)
- The Broker (1981)
- The Mourning After (1981)

### Recueil de nouvelles

#### SérieScott Jordan
- The Name Is Jordan (1962)

### Nouvelles

#### SérieScott Jordan
- Bury Me Deep (1947), première version de ce qui deviendra le roman éponyme
- Widow in Waiting (1949)
- Dig My Grave (1953)
- Built Another Coffin (1953) Publié en français sous le titre Des honoraires bien gagnés, Paris, Opta, Alfred Hitchcock magazine no 39 bis, été 1964
- The Double Frame (1953) Publié en français sous le titre Le Double Traquenard, Paris, Opta, Anthologie du suspense no 3, 1965
- The Mourning After (1953) Publié en français sous le titre Deuil après coup, Paris, Opta, Suspense no 5, août 1956
- Rhapsody in Blood (1953)
- Richest Man in the Morgue (1953) Publié en français sous le titre L’habit ne fait pas le moine, Paris, Opta, Suspense no 14, 1957
- Dead Issue (1954)
- Over My Dead Body (1954)
- Self Defense (1955) Publié en français sous le titre Autodéfense, Paris, Opta, Suspense no 2, mai 1956
- The Woman Who Knew too Much (1956) Publié en français sous le titre La Femme qui en savait trop, Paris, Opta, Choc Suspense no 4, janvier – mars 1968
- Silent Butler (1960)
- The Corpse Maker (1965)
- The Graft Is Green (1973) Publié en français sous le titre Un arrière goût d’oseille, dans Histoires à lire toutes portes closes, Paris, Presses pocket no 1815, 1980
- Lawyer's Holiday (1974)
- The 1 000 000 $ Disappearing Act (1974)
- Pocket Evidence (1975) Publié en français sous le titre Preuves en poche, dans Histoires à donner le frisson, Paris, Presses pocket no 2111, 1982
- Murder Never Solves Anything (1976)
- Framed for Murder (1977)
- One Thing Lead to Another (1978)
- The Opinion (1989)

#### SérieJoe Brion
- Hell's Impersonation (1940)
- Coffin Conference (1941)

#### SérieEd Travis
- Coffin Customer (1940)
- Death on a Binge (1941)

#### SérieJohn Galahad Falcon
- Cyanide Cinderella (1941)
- The Corpse Hangs High (1941)
- Over Your Dead Body (1942)

#### SérieSam Quentin
- Knaves and Knives (1941)
- The Floating Crypt (1942)

#### Autres nouvelles
- Port o' Hell (1939)
- Hot Squat C.O.D. (1940)
- She Went in for Murder (1940)
- Doctor of Doom (1940)
- Signpost to Hell (1940)
- Crimson Diamonds (1940)
- Hell Ship (1940)
- Grim Reaper, Architect (1940)
- The Corpse Walks Away (1940)
- Clue of the Fatal Finger (1941)
- Crimson Cargo (1941)
- Disorder in the Courtroom (1941)
- Bullet Business (1941)
- Hot-Seat Reception (1941)
- Device for Death (1941)
- Up Pops the Corpse! (1941)
- The Corpse Came Home (1941)
- Framed for a Funeral (1941)
- Sing Sing Express (1941)
- Homicide Wholesale (1941)
- Murder on My Hands (1941)
- Bad Blood (1941)
- Caskets for Two (1941)
- Die, Little Comrade! (1941)
- Homicide Tally (1941)
- Graveyard Gratuity (1942)
- Reunion in the Crypt (1942)
- Sing Me a Dirge (1942)
- First Find the Body (1942)
- Good Mourning, Coroner! (1942)
- Grim Reaper’s Scroll (1942)
- Carve Me a Coffin (1942)
- The Devil’s Race Track (1942)
- Shroud for Sale (1942)
- Crime on His Hands (1942)
- High-Speed Homicide (1942)
- Better Than Bullets (1942)
- The Devil's Prescription (1942)
- Hang the Frame on Me (1942)
- Date with Murder (1942)
- Lilies for the Bride (1942)
- Hire Me a Hearse! (1943)
- Till Death Do Us Part (1943)
- Hang His Wreath (1943)
- Matinee at the Morgue (1945)
- The Tailored Shroud (1947)
- A Corpse Is a Crowd (1948)
- Fast Trip to Hades (1948)
- The Body in the Trunk (1948)
- Vacancy in the Morgue (1948)
- The Doom Stone (1948)
- Meet Me at the Morgue (1948)
- The Shallow Grave (1948)
- Little Black Book of Doom (1948)
- A Coffin for Free (1949)
- The New Look in Shrouds (1949)
- Shroud Me Not (1949)
- Remains to Be Seen (1952)
- The Counterfeit Body (1957)
- The 2 000 000 $ Defense (1958) Publié en français sous le titre Le Vrai Coupable, Paris, Opta, Mystère magazine no 136, 1959 ; réédition sous le titre Qui veut la fin.., dans l'anthologie Histoires diaboliques, Paris, Presses pocket, no 2365, 1986
- A Town Named Hades (1959)
- Squealer's Reward (1962) Publié en français sous le titre La Récompense du délateur, Paris, Opta, Mystère magazine no 180, janvier 1963
- After the Fact (1965)
- Willful Murder (1966)
- The Easy Score (1972) Publié en français sous le titre Celui qu'on n'attendait pas, dans Histoires ciblées, Paris, Presses pocket no 2823, 1998
- Doctor’s Dilemma (1975) Publié en français sous le titre Le Dilemme du docteur,  dans Histoires préférées du maître es crimes, Paris, Presses pocket no 1819, 1981
- Dead Game (1975)
- Trial and Terror (1979)

## Adaptations

### À la télévision
- 1958 : The 2 000 000 $ Defense, épisode de la série télévisée américaine Alfred Hitchcock présente, réalisé par Norman Lloyd, adaptation de la nouvelle éponyme
- 1959 : Bury Me Deep, épisode de la série télévisée américaine The Further Adventures of Ellery Queen, adaptation du roman éponyme

### Au cinéma
- 1963 : Watashi o fukaku umete, film japonais réalisé par Umetsugu Inoue, adaptation du roman Bury Me Deep